# 130 mm armata morska Schneider-Creusot Model 1924
Armata morska Schneider-Creusot Model 1924 – francuska armata morska kalibru 130 mm. Stanowiła m.in. podstawowe uzbrojenie polskich niszczycieli ORP „Wicher” i ORP „Burza”. Armata ta została zaprojektowana w 1924 roku i była rozwinięciem armaty morskiej Schneider-Creusot model 1919. Do użytku weszła w roku 1927. Armata była montowana na pojedynczych stanowiskach osłoniętych maskami przeciwodłamkowymi.

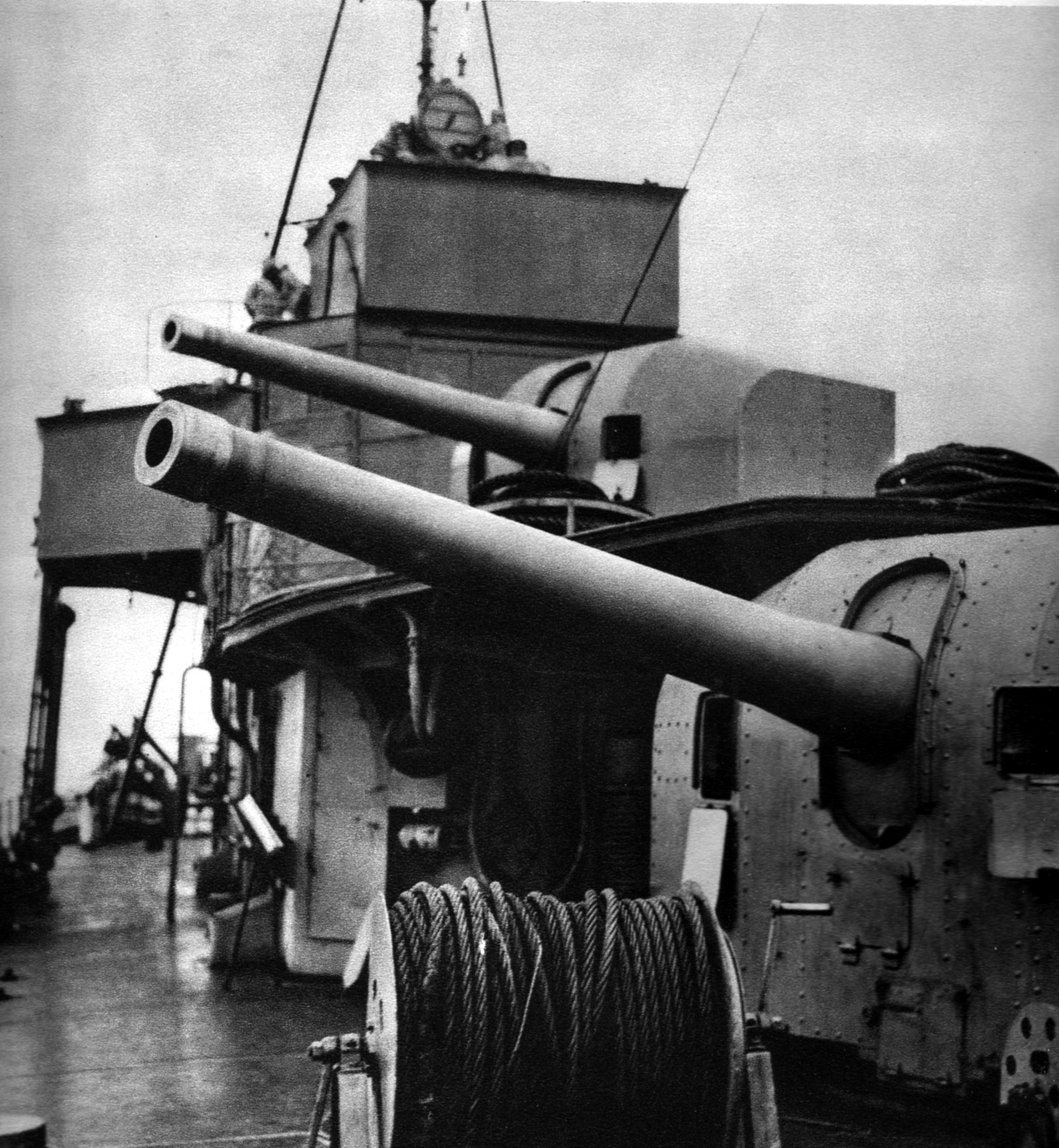
Działa artylerii głównej „Wichra”

## Podstawowe dane taktyczno-techniczne armaty[1]
- Kaliber – 130 mm
- Masa armaty – 3,75 tony
- Długość armaty – 538,7 cm
- Długość lufy – 520 cm
- Szybkostrzelność – 5-6 strzałów na minutę
- Masa naboju – brak – armata rozdzielnego ładowania
- Masa pocisku – 32–35 kg (w zależności od typu)
- Masa materiału miotającego – 1,8–3,6 kg
- Prędkość wylotowa pocisku – 725 m/s
- Zasięg maksymalny – 18 700 metrów przy kącie podniesienia lufy 35°
- Przebijalność pancerza burtowego – 80 mm na odległość 10 000 m.

## Informacje dodatkowe
W przypadku podniesienia lufy o 15° lub więcej ładowanie działa było utrudnione.